# Antonio Ponz
Antonio Ponz (Bejís, 1725 – 1792) è stato un pittore spagnolo del XVIII secolo.

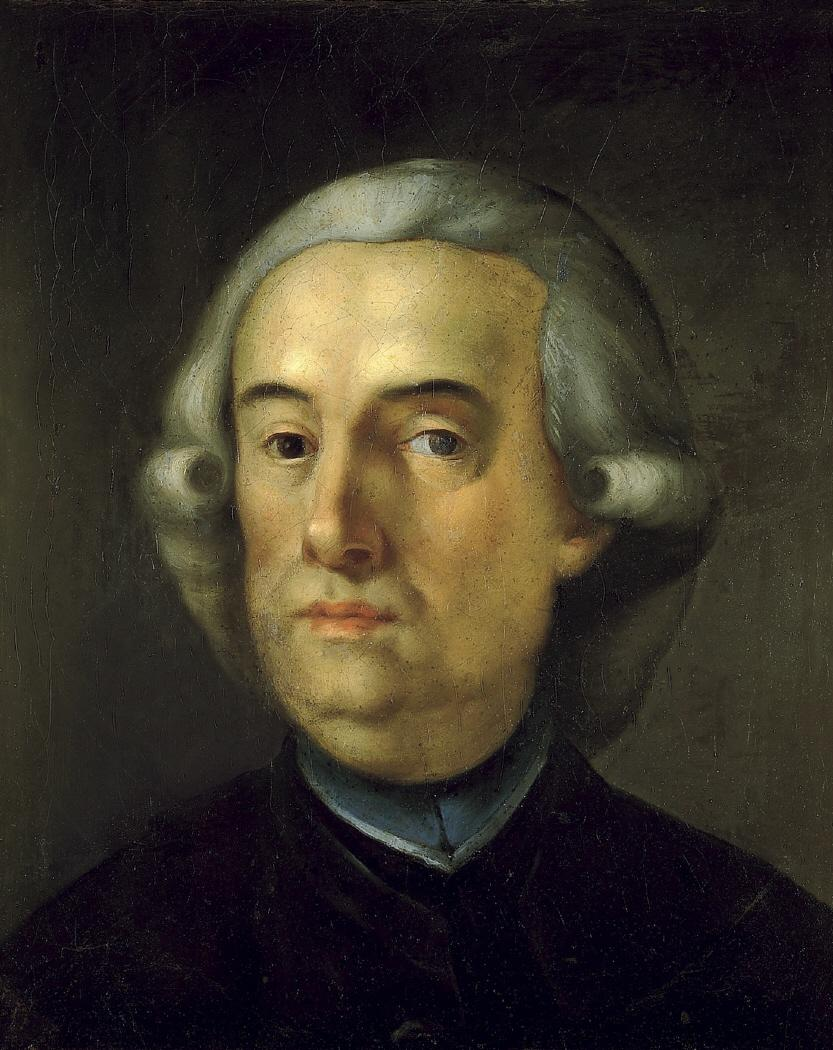
"Autoritratto", c.1774, olio su tela, Madrid, Real Academia de Bellas Artes de San Fernando.

Nacque nella provincia di Castellón e fu allievo di Antonio Richarte. Nel 1746 si trasferì a Madrid, dove studiò per cinque anni. Successivamente si recò a Roma per un breve periodo, ma tornò subito in Spagna per lavorare a El Escorial. Nel 1771 viaggiò attraverso la Spagna e nel 1776 venne nominato segretario della Real Academia de Bellas Artes de San Fernando. Fu membro di diverse accademie d'arte nella penisola iberica e scrisse Comentarios de la Pintura e diverse altre opere.

## Biografia
Ponz ricevette una formazione completa nelle scienze umane, nelle arti e in teologia presso Segorbe, Università di Valencia, Gandia e alla Scuola delle Tre Arti di Madrid. Visse in Italia tra il 1751 e il 1760, dove ampliò la sua conoscenza dell'arte. Qui incontrò Pedro Francisco Jiménez de Góngora y Luján, duca di Almodovar, che sarebbe diventato direttore della spagnola Reale Accademia di Storia (1792-1794) e amico di Anton Raphael Mengs. Studiò arte classica con Johann Joachim Winckelmann e storia con Francisco Pérez Bayer. Si stabilì a Roma e visitò Napoli nel 1759 per vedere le rovine, di recente scoperte, di Pompei ed Ercolano.
Nel 1773 venne eletto dotto in storia e nel 1776 segretario della Real Academia de Bellas Artes de San Fernando e fu anche membro della Real Sociedad Bascongada de Amigos del País e della società di economia di Madrid, tra le altre cose.
Antonio Ponz fu una figura chiave nella cultura della Casa di Borbone e lavorò alla collezione di opere e cimeli della biblioteca di El Escorial, avendo curato la sistemazione della galleria dei ritratti nella quale eseguì copie di alcune opere di maestri italiani.

### Viaggio in Spagna
Su incarico della Real Academia de Bellas Artes de San Fernando, Ponz realizzò un giro della Spagna per ispezionare i tesori artistici dell'Andalusia che erano appartenuti ai Gesuiti, da poco espulsi dalla Spagna da Carlo III (1767).

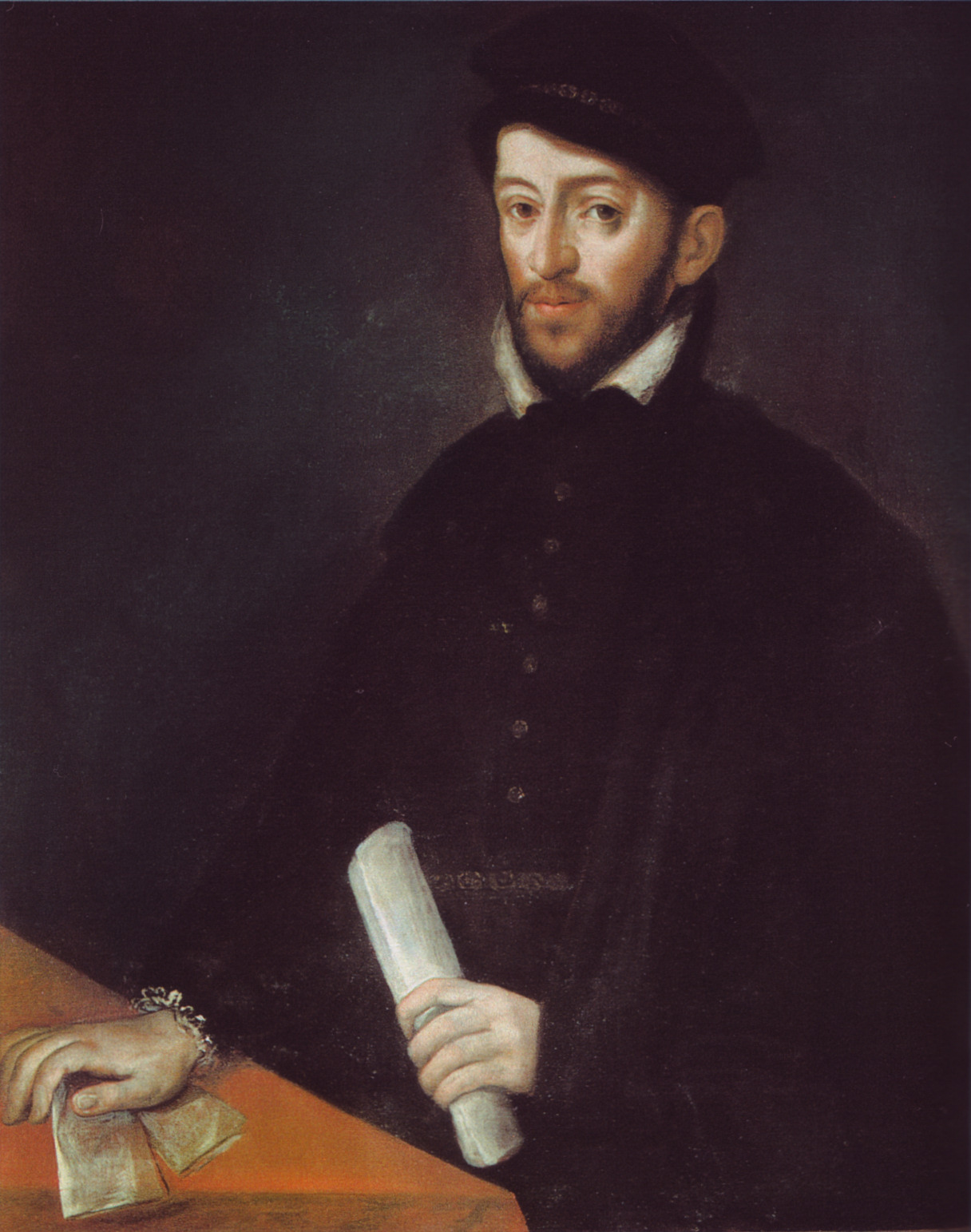
Ritratto di Antonio Pérez, segretario di re Filippo II di Antonio Ponz, Monastero di San Lorenzo de El Escorial

In seguito a questo viaggio pubblicò Viage de España, una raccolta di lettere in cui vi è notizia degli eventi più significativi degni di essere conosciuti. L'opera fu iniziata nel 1772 e venne stampata da Joaquín Ibarra, anche se, a titolo precauzionale, l'autore pubblicò i primi due volumi sotto falso nome. Secondo il nipote Joseph Ponz, ciò avvenne su richiesta di Eugenio de Llaguno Duca di Almodóvar e Francisco Pérez Bayer, tra gli altri. Un volume, il XVIII, fu stampato postumo nel 1794 e aveva per oggetto Cadice, Malaga e altre città dell'Andalusia.
Quest'opera non era solo un inventario dei monumenti e una relazione sulla conservazione del patrimonio artistico, epigrafico e pittorico, ma trattava anche di scultura e architettura ed altre opere fisse significative che vide nel corso del suo viaggio. La sua descrizione di esse è fortemente influenzata dagli stili rinascimentale e neoclassico e offre una visione molto più ampia, rispetto agli altri scrittori, su molti aspetti della realtà sociale del paese, all'epoca, anche se con meno dettagli rispetto ad Eugenio Larruga.
Da alcuni dei primi volumi pubblicati, è facile vedere che non amava la situazione del paese, perché era scarsamente abitato e poco o mal sfruttato. Egli osservò che i mercati nazionali erano scarsamente serviti e percepì una certa crisi nella creazione artistica in relazione ad altre epoche più illuminate. Questo avveniva durante la seconda metà del Cinquecento e la prima metà del XVII secolo, e Ponz deplorò gli eccessi dello stile barocco. In riconoscimento del suo lavoro, re Carlo III gli concesse i benefici ecclesiastici di Mota del Cuervo dell'arcidiocesi di Toledo, e usò la sua influenza per farlo nominare segretario dell'Accademia di San Ferdinando (1776).

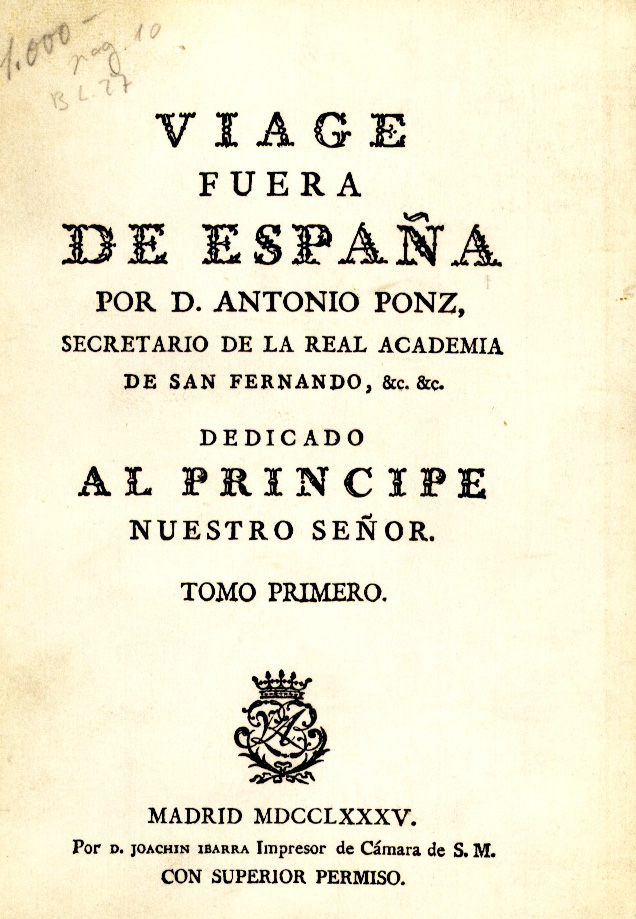
Frontespizio della prima pagina di "Vjage fuera de España"

Nel 1785 Ponz pubblicò Viaje fuera de España, che documentava il suo viaggio in giro per l'Europa realizzato nel 1783, con il duplice scopo di difendere la Spagna da giudizi negativi di viaggio e contribuire con idee filosofiche esterne allo sviluppo economico, sociale e artistico del Paese. Si tratta di un viaggio che rappresenta le aspirazioni e le tensioni dei riformatori illuminati. Sotto i riflettori della critica pose le luci e ombre della Rivoluzione francese. Descrisse il dinamismo economico e sociale e la libertà politica della Gran Bretagna, la tolleranza intellettuale e religiosa nelle Province Unite e i ricordi amari dell'occupazione spagnola dei Paesi Bassi. Anche se il suo lavoro si occupa in primo luogo della descrizione artistica, include anche riflessioni sull'economia, sulla vita sociale e religiosa all'estero, e, più velatamente, delle leggi nei territori visitati.
Fautore di un moderato riformismo e contrario all'immobilismo, sostiene la partecipazione della nobiltà, attraverso lo sviluppo economico e il patrocinio, al progresso del paese, evitando riferimenti alla socialità e alla vita quotidiana. In arte, parteggia per il "buon gusto" neoclassico di alcuni lettori selezionati, mentre percepisce l'importanza crescente del pubblico e del mercato nel mondo dell'arte. Nelle libertà religiose e politiche, respinge inorridito quelle inglese e olandese, senza realmente percepire la tempesta rivoluzionaria imminente in Francia.

## Opere
- Viage de España pubblicato da Ibarra, Madrid, 1772–1794, in 18 volumi formato "Octavo" (circa 107x157mm):
  - Volume I: Madrid, Toledo, Aranjuez, Alcalá de Henares, Guadalajara, Huete.
  - Volume II: Madrid, Escorial, Guisando.
  - Volume III: Cuenca, Madrid, Arganda, Ucles, Huete, Requena, Valencia, Chelva.
  - Volume IV: Valencia, Segorbe, Murviedro, Xativa, Almansa.
  - Volume V: Madrid.
  - Volume VI: Real Madrid and sites immediately.
  - Volume VII: Madrid, Talavera de la Reina, Guadalupe, Talavera la Vieja, Plasencia Yuste, Trujillo, Medellín, Las Batuecas Hurdes, Plasencia.
  - Volume VIII: Plasencia, Bejar, Coria, Oliva, Alcántara, Cáceres, Mérida, Montijo, Badajoz, Jerez de los Caballeros, Fregenal, Zafra, Cantillana, Santiponce, Triana.
  - Volume IX: Sevilla.
  - Volume X: Alcobendas, Torrelaguna, Buitrago, San Ildefonso, Segovia.
  - Volume XI: Cuellar, Montemayor, Tudela, Valladolid, Palencia, Carrion de los Condes, Sahagún, León, Monsoon, Aguilar de Campo, Torquemada.
  - Volume XII: Burgos, Lerma, Aranda de Duero, Ampudia, Medina de Rioseco, Tordesillas, Medina del Campo, Salamanca, Alba de Tormes, Avila, Ciudad Rodrigo.
  - Volume XIII: Hita, Sigüenza, Medinaceli, Calatayud, Molina de Aragón, Teruel, Caudiel, Villareal, Castellón de la Plana, Torreblanca, Alcalá de Chisvert, Benicarló, Peñíscola, Ulldecona, Tortosa, Tarragona.
  - Volume XIV: Barcelona, Mataro, Girona, Montserrat, Martorell, pregnant, Igualada, Solsona, Cervera, Lleida.
  - Volume XV: Zaragoza, Daroca.
  - Volume XVI: Aranjuez, Ocaña, Valdepeñas, Consuegra, Ciudad Real, Almagro, Linares Baeza, Ubeda, Jaén, Arjona, Bailen, Córdoba.
  - Volume XVII: Córdoba, Ecija, Lucena, Carmona, Seville, Utrera, Jerez de la Frontera, Cadiz.
  - Volume XVIII: Cadiz, Chiclana, Puerto de Santa Maria, Medina Sidonia, Tarifa, Gibraltar, Ronda, Sanlucar de Barrameda, Lebrija, Osuna, Antequera, Malaga, Alhama.
- Viaje fuera de España, 1785, 2 vols. (per Paesi Bassi, Inghilterra, Belgio e Francia)